# NGC 1654
NGC 1654 (другие обозначения — UGC 3154, ZWG 394.3, IRAS04433-0210, PGC 15943) — спиральная галактика (Sa) в созвездии Эридан.
Этот объект входит в число перечисленных в оригинальной редакции «Нового общего каталога».
В галактике вспыхнула сверхновая SN 1962P. Её пиковая видимая звёздная величина составила 14,5.